# ヒューロム
ヒューロム（HUROM、朝鮮語: 휴롬）は、大韓民国の調理機器メーカーである。1974年に個性工業社という社名で設立し、2011年にヒューロムへ社名変更された。
主に電子機器や調理器具を開発製造しており、特にジュース製造機（ジューサー）で高いシェアをもっており、日本でも販売されている。
中国と大韓民国に4つの工場と、年間600万台の生産能力を持っており、グローバルで60カ国以上に製品が供給されている。またあらゆる家電メーカーに、スロージューサーなどをOEM製造している。

## 歴史
ヒューロムの歴史は以下の通りである。
- 1974年 - 個性工業社として設立。当時はテレビの部品を製造していた。
- 1979年 - 判定精度へと社名変更。電子部品と調理機器の開発を始めた。
- 1993年 - 電動ジューサーを開発した。
- 1996年 - スロージューサーの特許取得。東亜工業に社名変更。
- 2004年 - 東亜工業の中国支社を設立。（青島市）
- 2010年 - ヒューロムエルエス設立。
- 2011年6月 - ヒューロムに社名変更。ヒューロム日本法人を設立。ヒューロム日本法人の代表取締役社長は、キム・ファンである。
- 2012年7月 - ヒューロムジュースカフェ島山大路店をオープンした。
- 2012年9月 - ヒューロム中国法人を設立。
- 2013年8月 - 中国上海で、ヒューロムジュースカフェ 1号店がオープンした。
- 2014年1月 - ベトナムハノイで、ヒューロムジュースカフェ 1号店がオープンした。
- 2015年10月 - イタリアヴェローナと、タイバンコクで、ヒューロムジュースカフェ 1号店がオープンした。
- 2016年11月 - シンガポールで、ヒューロムジュース 1号店がオープンした。

## 製品
- ヒューロムスロージューサー - 投入口に材料を入れると、モーターに直結されたスクリューが低速で回転し、ジュースと余りカスを分離するテクノロジーが搭載されている[3]。ネジや網、ブラシなどの部品は、ポリエーテルイミドという素材で作られている[4]。
- ヒューロムティーマスター - 電気ケトルに保温機能と、茶葉をこすための急須機能が合体したハイエンド電気ケトル。
- ヒューロムシェフ - 搾汁、粉砕、生地作り、製麺、4つの機能をひとつに合体させたハイエンドクッキングマシン。
- ヒューロムシトラススクイーザー - 電動ではなく、人の手で搾汁を行うアナログ的なジューサーマシン。
- ヒューロムククマスター - 粉砕、自動撹拌、加熱滅菌機能を備えたハイエンドミキサー。

## 受賞
- 2013年 - レッド・ドット・デザイン賞プロダクトデザイン部受賞
- 2013年 - グッドデザイン賞を受賞
- 2013年 - IDEA賞
- 2014年 - IFデザイン賞プロダクトデザイン賞受賞